# Saúde no Kuwait
No Kuwait, a expectativa de vida ao nascer em 2013 era de 78 para homens e 79 para mulheres.

General Ali Almoman ao lado do ministro de saúde do Kuwait, Dr. Mohammed Al Jarallah

## Obesidade
Obesidade é uma preocupação crescente de saúde no Kuwait. De acordo com a revista Forbes, o país ficou em oitavo lugar em uma lista de 2007 dos países mais gordos, com cerca de 74,2% da população total do Kuwait com peso pouco saudável. Em 2011, o número de operações bariátricas no Kuwait foi de cinco mil.
De 1980 a 1993, a porcentagem de indivíduos com idade entre 18 e 29 anos com excesso de peso aumentou de 30,6% para 54,4% e a porcentagem daqueles com excesso de peso aumentou de 12,8% para 24,6%. O número de mulheres com sobrepeso ou obesas saltou para 80% em 2010. No livro Top 10 of Everything 2011, as mulheres do Kuwait ficaram em quinto lugar na maior porcentagem de obesidade. Em 2000, foi determinado que, entre as crianças de 10 a 14 anos, 30% dos meninos e 31,8% das meninas estavam acima do peso.
De acordo com o Centro Dasman para Pesquisa e Tratamento do Diabetes, 15% da população adulta tem diabetes, com 50% dos adultos com mais de 45 anos vivendo com a doença. 22 em cada cem crianças desenvolveram diabetes como resultado de um peso pouco saudável.
O risco aumentado de excesso de peso ou obesidade é devido a uma combinação de comer em excesso alimentos ricos em energia e ricos em gordura e estilos de vida sedentários. Refeições que consistem em ingredientes processados com conservantes, gorduras saturadas e óleo hidrogenado são preferíveis aos alimentos tradicionais. Anúncios de comidas não saudáveis são vistos em todos os lugares e escolas públicas vendem doces, chocolate e refrigerantes para seus alunos. Especificamente nas universidades do Kuwait, outros fatores incluem comer entre as refeições, estado civil e um domínio masculino dos esportes.

## Fumo
A proibição de fumar em locais públicos foi introduzida pela Lei Nº 15 de 1995, mas não é estritamente aplicada. Novos regulamentos foram introduzidos em 2015.
Fumar enquanto dirige é considerado uma das principais causas de acidentes, de modo que o Departamento Geral de Trânsito está considerando aplicar a lei que proíbe os motoristas de fumar dentro de seus veículos enquanto dirigem.